# Dimităr Blagoev
Dimităr Blagoev (Vasileiada, 14 giugno 1856 – Sofia, 7 maggio 1924) è stato un politico bulgaro, conosciuto per aver idealizzato e teorizzato la Federazione Balcanica.

## Biografia
Nel 1903, il Partito Comunista Bulgaro fu diviso ideologicamente tra i "socialisti stretti" (tesniki) la fazione degli stretti era guidata da Dimităr Blagoev ed era vicina agli ideali del marxismo, contraria al revisionismo e al millerandismo, e favorevole al centralismo e ad una rigida disciplina. Ed erano in conflitto con i siroki ("socialisti larghi") del leader Janko Sakasov.

## Onorificenze
- La città di Gorna Dzhumaya nell'odierna provincia di Blagoevgrad in Bulgaria è stata ribattezzata in suo onore, Blagoevgrad.
- Il villaggio di Blahoyeve nell'Oblast' di Odessa fu ribattezzato nel 1923 (ex Velikij Bujalyk).
- L'insediamento di Blagoyevo nella Repubblica russa dei Komi porta il nome di Dimităr Blagoev.
- Il Monumento di Buzludža sulla cima del Buzludža fu costruito dal regime comunista bulgaro per commemorare la fondazione nel 1891 del Partito socialdemocratico bulgaro. È stato aperto nel 1981.[4]